# Лихослављански рејон
Лихослављански рејон (рус. Лихославльский район) административно-територијална је јединица другог нивоа и општински рејон у централном делу Тверске области, на северозападу европског дела Руске Федерације.
Административни центар рејона је град Лихослављ. Према проценама националне статистичке службе Русије за 2014. на територији рејона су живела 28.042 становника или у просеку око 15,75 ст/км².

## Географија
Лихослављански рејон је смештен у централним деловима Тверске области и обухвата територију површине 1.781 км². Граничи се са 5 тверских рејона, и то са Максатишким рејоном на северу, Рамешким на истоку и Калињинским рејоном на југу. На југозападу је Торжочки, а на западу Спировски рејон.
Рејонска територија издужена је у смеру север-југ, а цело подручје рејона припада сливном подручју реке Волге. Најважније реке рејона су Тифина на северу, Медведица у централним деловима и Кава (притока Тверце) на југу.

## Историја
Лихослављански рејон је успостављен 12. јула 1929. године као административна јединица тадашњег Тверског округа Московске области. У границе Калињинске (данас Тверске) области прелази након њеног оснивања 1935. године. Северни делови данашњег рејона су све до 1956. године били у саставу тадашњег Новокарељског рејона. Потом је рејон 1963. сједињен са Торжочким рејоном, да би поново био успостављен 1964. године.

## Демографија и административна подела
Према подацима пописа становништва из 2010. на територији рејона су живела укупно 28.492 становника, док је према процени из 2014. ту живело 28.042 становника, или у просеку 15,75 ст/км². Према националном саставу највише је Руса, док су најбројнија мањина Карели са уделом од око 16%.
| 1959.  | 1970.  | 1979.  | 1989.  | 2002.  | 2010.  | 2014.   |
| ------ | ------ | ------ | ------ | ------ | ------ | ------- |
| 43.671 | 39.251 | 35.232 | 33.942 | 30.079 | 28.492 | 28.042* |

Напомена: * Према процени националне статистичке службе
На подручју рејона постоји укупно 246 насељених места подељених на 10 сеоских и две урбане општине. Насељено место Лихослављ које је уједно и административни центар рејона има статус града, док насеље Калашњиково има статус варошице.